# Pantofola d'Oro

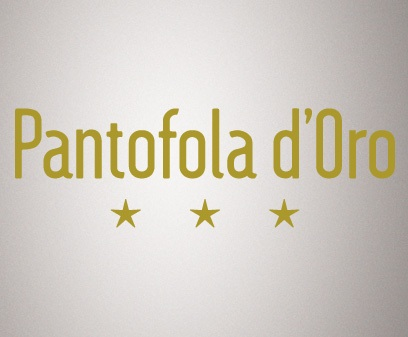
Logo

Pantofola d'Oro is een Italiaans schoenenmerk opgericht door Emidio Lazzarini.

## Geschiedenis
In 1886 opende Lazzarini's vader een winkel in Ascoli Piceno. In de jaren 50 nam Emidio zijn winkel over. Hij was naast schoenmaker ook worstelaar. De schoenen die hij met het worstelen droeg, waren oncomfortabel en ongeschikt, en daarom maakte hij zachte schoenen voor het worstelen die wel geschikt en veel zachter waren. Een tijdje daarna nam hij contact op met de plaatselijke voetbalclub Ascoli. Hij maakte voor de ploeg voetbalschoenen op maat, en veel spelers werden vaste klanten. Niet veel later hoorde Juventus-ster John Charles over de schoenen, die hij beschouwde als 'gouden pantoffels'. De Italiaanse benaming Pantofola d'Oro is hiervan afgeleid.